# Can Guixà
Can Guixà és una fàbrica de Sant Quirze de Besora (Osona), la xemeneia de la qual, actualment desapareguda, era inclosa a l'Inventari del Patrimoni Arquitectònic de Catalunya.

## Història
El 1860, Josep Guixà i Tous (1815-1892) va muntar una filatura de cotó en una peça de terra que havia comprat a Pau Vinyes, al carrer de Torelló de Sant Quirze de Besora. El seu germà Francesc seria majordom de la nova fàbrica, que tenia quatre cardes i 2.280 fusos moguts per la força hidràulica del riu Ter. El 1866, la fàbrica tancà i s'hi instal·là la de Tous, Guixà i Cia, amb 18 cardes i 4.380 fusos.
El 1887, Tous i Guixà donà de baixa una part dels telers i el taller de la fàbrica de la matrícula industrial municipal. El 1933 es va constituir l'empresa Filatures Guixà, que va desaparèixer el 1987. El 1992 s'hi va produir un incendi i el 1997 es va enderrocar la xemeneia.

## Descripció
Es tracta d'un conjunt fabril erigit al marge esquerre del Ter, molt a prop de la desembocadura del torrent de la Foradada i al sud-oest del nucli antic.
La nau principal és una gran construcció rectangular de planta baixa i tres pisos, parets remolinades, teulada a quatre vessants i finestres rectangulars. Hi ha un segon cos, de planta quadrada, on hi havia les cases dels amos i dels encarregats. El salt d'aigua és de 6,29 m i 5.000 l/s de cabal i serveix per a produir electricitat.

### Xemeneia
Col·locada damunt de dos cossos de planta cúbica, l'inferior feia 321 cm de costat i el superior 295 cm. El diàmetre de la base era de 923 cm i tenia una alçada aproximada de 35 m. Al capdamunt estava lleugerament deteriorada, ja que s'havia perdut el barret que la coronava. Per bé que es conservaba en força bon estat, estava lleugerament inclinada, en el seu terç superior, cap a tramuntana. A través del cos cúbic que formava la base s'accedia al centre de la xemeneia, mitjançant un passadís. Tota ella era de rajoles, i eren destacables les de la base que tenien secció corba.